# Karyés

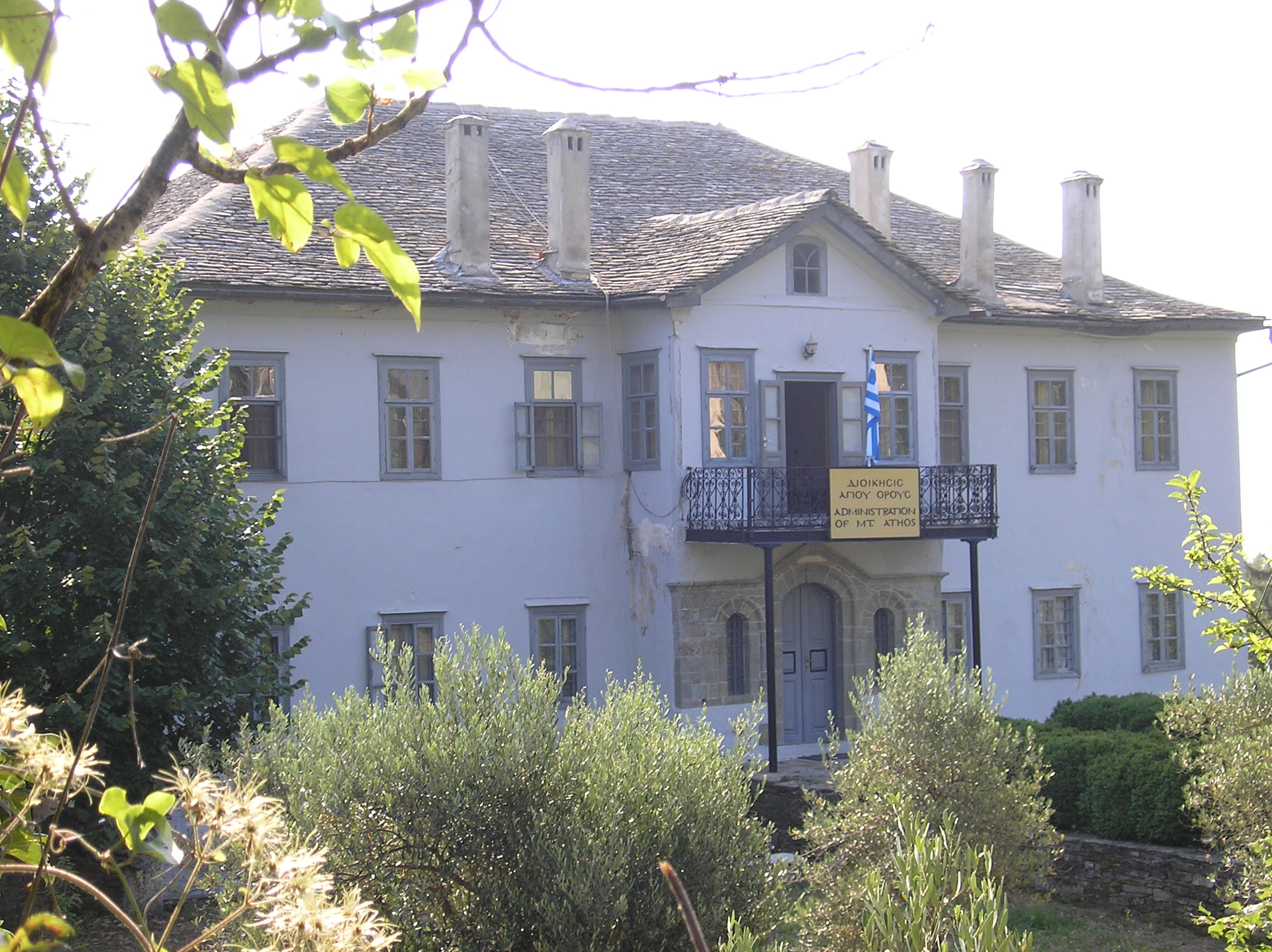
Edificio de la administración secular de Karyes.

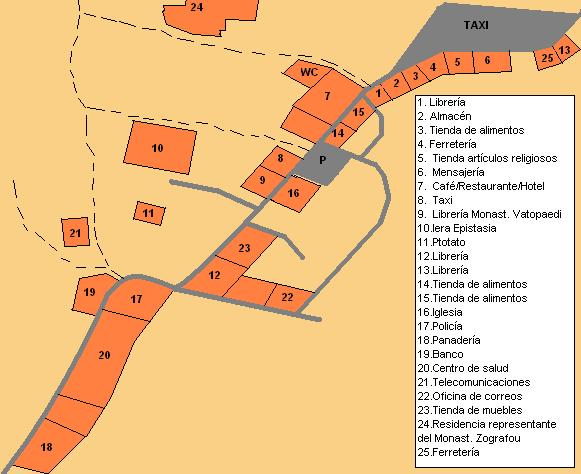
Mapa de Karyes.

Karyes (en griego, Καρυές) es un asentamiento del Monte Athos. Es la sede de la administración clerical y secular de este estado monástico. El censo griego de 2001 señalaba una población de 233 habitantes.
La mayor iglesia de Karyes es el Protatón, es decir, la iglesia del Protos o presidente de la comunidad monástica. 
En 1283, durante el reinado del emperador bizantino Miguel VIII Paleólogo, los cruzados atacaron Monte Athos. Torturaron y colgaron al Protos y mataron a muchos monjes. Estos monjes son considerados  mártires por la Iglesia ortodoxa y su celebración es el 5 de diciembre (para las Iglesias que siguen el tradicional calendario juliano, o lo que es lo mismo, el 18 de diciembre para el calendario gregoriano).